# South Staffordshire
Pour les articles homonymes, voir South Staffordshire (circonscription britannique).
South Staffordshire est un district non métropolitain du Staffordshire, en Angleterre. Sa population est de 108 131 habitants (2011).

## Composition
Le district est composé des paroisses civiles suivantes:
- Acton Trussell and Bednall
- Bilbrook
- Blymhill and Weston-under-Lizard
- Bobbington
- Brewood and Coven
- Cheslyn Hay
- Codsall
- Coppenhall
- Dunston
- Enville
- Essington
- Featherstone
- Great Wyrley
- Hatherton
- Hilton
- Himley
- Huntington
- Kinver
- Lapley, Stretton and Wheaton Aston
- Lower Penn
- Pattingham and Patshull
- Penkridge
- Perton
- Saredon
- Shareshill
- Swindon
- Teddesley Hay
- Trysull and Seisdon
- Wombourne